# 久婦須川
久婦須川（くぶすがわ）は、富山県と岐阜県を流れる一級河川。岐阜県内では万波川（まんなみがわ）と名を変える。源流は白木峰の南側稜線にある。
神通川水系の井田川の支流である。

## 地理
流域の過半が山地であり、流域人口は比較的少ない。八尾町桐谷の集落では、地面に湖水層が発見されており、かつては流域にいくつかの湖を形成していたと考えられている。また、その地層では古生代の化石が多く産出する。
久婦須川の源流部にあたる万波高原（標高約1100m）では、定住者はいないが、大根などの畑栽培がなされている。
中流部の八尾町桐谷では「ガット出の水」という湧水があり、平野部からも多くの人が水を汲みに訪れる。
最下流では、複数の河岸段丘を形成し、農地として利用されている。

## 自然
標高500m地帯の河原に富山県唯一のドロノキやオオバヤナギの群落がある（かつては庄川沿いにも群落があり、今はダムに沈んだ）単一樹木の被植率は70%

## 主な支流
- 白木谷-白木峰の北側稜線が源流
- ゴミ谷

## ダム
- 久婦須川ダム

## 流域の観光地
- 白木峰
- 赤倉池
- 富山市八尾化石資料館
- ガット出の水